# 西村濤蔭
西村 濤蔭（にしむら とういん、1883年4月7日 - 1945年5月25日）は、日本の小説家、文芸評論家、時事・政治評論家。
本名は西村誠三郎。

## 経歴
浅草の商人西村誠造の長男として生まれ、菊島家の養子となるが、1904年（明治37年）、養母と協議離縁し西村家に復籍した。その間の事情は小説「佛様」（『ホトトギス』明治40年4月）に描かれている。実家の家督は異母弟が相続していたが、濤蔭とは絶縁状態にあったようで、濤蔭は妹の梅とともに早稲田で借家暮らしをしていた。
1908年（明治41年）、早稲田大学専門部政治経済科卒業。在学中の1907年（明治40年）4月から、『ホトトギス』誌上に「佛様」「京の月」等の小説を発表する。夏目漱石の高浜虚子宛書簡（明治40年8月4日）に、濤蔭が漱石のもとを訪れ、自作の批評と『ホトトギス』への掲載を乞うたことが記されている。 
1909年（明治42年）から漱石の日記にも頻繁に登場し、『三四郎』の校正等の仕事を任される。同年6月、生活窮乏のため借家を追い出され、漱石宅に書生として置いてもらう。妹の梅も鏡子夫人のもとで家事手伝いとなった。同年9月、漱石は南満州鉄道総裁中村是公より『満州日日新聞』文芸欄編集の相談があったので濤蔭を推薦し、濤蔭は11月から大連に渡って同紙同欄の編集に従事した。そこで小説「虚」を連載したが、一年半ほどで辞して満鉄の経営する電気公園に転職する。梅は夏目家で家事手伝いを続けていたが、1911年（明治44年）、漱石夫妻が親元兼仲人として縁談を進め、森川紫気（本名美添鉉二、巌谷小波門下の児童文学者）と結婚した。 
漱石の後期の作品では、『彼岸過迄』「風呂の後」の森本や『明暗』の小林など、日本で居場所をなくし、中国や朝鮮に活動の場を求める大陸浪人が重要な役割を担うようになる。米田利昭は、濤蔭がそれらの人物造形の素材になっており、梅も『行人』のお貞や『明暗』のお金（小林の妹）のモデルになっているという。 
橋川俊樹は、この兄妹が「身寄りの無い、仕事に恵まれない、貧困にあえぐ青年男女のあり様を漱石に認識させた意味は大きい」としている。また、梅については秋山公男が「激石はこの梅に愛情とまでは言えないにせよ、お貞に形象した「乙女（おぼこ）」「初心（うぶ）」「呑気」「善良」等の美質を見出し、妻からは得られない「天真」の魅力を感得していたのではなかろうか」として、その女性観に影響を与えた可能性を論じている。 
1914年（大正3年）、『何物をか語らん』を出版。同書は「満州の天地から収穫した自分の思想上の声」を集めたもので、39項目の持論を展開し、「極端なる国家主義は、遂に自己の国家を破滅せしむる」という、植民地主義に対する批判も見られる。また、大連で私塾振東学社を主宰していた金子雪斎と出会いその理念に共鳴、児童教育施設「大連子供館」を設立して館長となる。
1922年（大正11年）に帰国して東京品川に居住。以後、評論家として活動し、1933年（昭和8年）から1938年（昭和13年）にかけて『大日』誌（大日社）に本名（西村誠三郎）で時事的な政治評論を30編発表している。1936年（昭和11年）に満州の視察旅行を行い、帰国後、満州を紹介する講演活動を盛んに行った。
1942年（昭和17年）、『満州物語』を出版（肩書は満州宣伝協会会長）。同書は満州国の建国精神が五族協和・王道楽土建設にあるとしている点に時代的問題があるが、平易な文章で満州の地理・気候・住民・風土・歴史・産業などを精緻に記しており、満州を知るための好個の手引として多くの読者を得た。
1945年（昭和20年）5月25日、東京大空襲（山の手大空襲）の最中に品川の自宅で死去した。　

## 著書
- 『何物かを語らん』（文英堂書店、1914年）
- 『満州物語』（照林堂書店、1942年）